# 보편 파동함수
보편 파동함수(영어: Universal wavefunction) 또는 우주의 파동함수는 우주 전체의 파동함수 또는 양자 상태이다. 이는 양자역학의 다세계 해석에서 기본적인 물리적 실체로 여겨지며 양자 우주론에서 응용된다. 파동방정식에 따라 결정론적으로 발전한다.
보편적 파동함수의 개념은 휴 에버렛 3세가 1956년 박사 학위 논문 초안인 보편 파동 함수 이론(The Theory of the Universal Wave Function)에서 소개했다. 나중에 빅뱅 우주론의 초기 조건을 설명하는 휠러-디윗 방정식에 대한 하틀-호킹 해를 도출한 제임스 하틀과 스티븐 호킹이 이 논문을 연구했다.

## 관찰자의 역할
휴 에버렛의 보편 파동함수는 관찰자와 관찰자가 모두 혼합되어 있다는 생각을 뒷받침한다.
만약 우리가 측정 장치나 거시적 크기인 일반적인 계를 배제하기 위해 적용 가능성을 제한하려고 한다면, 우리는 타당한 영역을 명확하게 정의하는 데 어려움에 직면하게 될 것이다. 무엇 때문에 "n"개의 입자들이 양자 설명이 실패하도록 측정 장치를 형성하는 것으로 해석될 수 있는가? 그리고 생명체 관찰자에게 선을 긋는 것, 즉 모든 기계 장치가 일반적인 법칙을 따르지만 살아있는 관찰자에게는 유효하지 않다고 가정하는 것은 소위 심리-물리적 평행의 원리에 폭력을 가하는 것이다

유진 위그너와 존 아치볼트 휠러는 이러한 입장에 문제를 제기한다. 위그너는 다음과 같이 썼다.
내 마음의 상태 벡터는 그것이 완전히 알려져 있다고 해도 그것의 인상을 주지 않을 것이다. 상태 벡터에서 인상으로의 번역은 필요할 것이고, 그러한 번역이 없다면 상태 벡터는 무의미할 것이다.

휠러는 이렇게 말한다.
어떤 사람은 파동함수가 '온 우주를 아우르는' 이상화라고 인식하게 되는데, 형식적으로는 편리한 이상화일 수도 있지만, 물리적으로 이치에 맞는 상관관계의 예측에서 부분적으로만 사용될 수 있을 정도로 긴장된 이상화이다. 이것이 의미를 갖기 위해서는 '관찰자를 파동함수에서 제외시키는 것'이 무엇보다도 필수적인 것처럼 보인다.

## 같이 보기
- 하이젠베르크 컷